# Restitutio in integrum
Restitutio in integrum (łac. przywrócenie do stanu pierwotnego) – w prawie rzymskim środek ochrony pozaprocesowej udzielany osobie, która znalazła się w niekorzystnej sytuacji prawnomajątkowej.
Środek ten był stosowany przez pretora lub namiestnika prowincji na wniosek zainteresowanego, gdy uprawniony urzędnik uznał, że nie można udzielić ochrony procesowej. Za użyciem restitutio in integrum przemawiały małoletniość (do 25. roku życia), nieobecność usprawiedliwiona sprawami państwowymi, podstęp, przymus, a także groźba bezprawna. Sytuacją uprawniającą do zwrócenia się o udzielenie omawianego środka było np. zawarcie niekorzystnej czynności prawnej lub upłynięcie terminu. Udzielenie restitutio in integrum skutkowało uznaniem danej sytuacji za niebyłą.

## Bbiliografia
- Marek Kuryłowicz, Adam Wiliński: Rzymskie prawo prywatne. Warszawa: Oficyna Wolters Kluwer, 2008. ISBN 978-83-7601-073-1. Brak numerów stron w książce
- Marek Kuryłowicz: Słownik terminów, zwrotów i sentencji prawniczych łacińskich oraz pochodzenia łacińskiego. Kraków: Zakamycze, 2001. ISBN 83-7333-030-5. Brak numerów stron w książce